# Traité Vásquez Cobo-Martins
Le Vásquez Cobo-Martins, signé le 24 avril 1907 entre la Colombie et le Brésil, délimite la frontière entre les deux pays,,. Il a été complété en 1928 par le traité García Ortiz-Mangabeira